# پولزونوو
پولزونوو (به لاتین: Polzunovo) یک منطقهٔ مسکونی در روسیه است که در بارنائول واقع شده‌است.